# Kamimuria robusta
Kamimuria robusta är en bäcksländeart som beskrevs av Wu, C.F. 1948. Kamimuria robusta ingår i släktet Kamimuria och familjen jättebäcksländor. Inga underarter finns listade i Catalogue of Life.